# Regiunea Mopti
Regiunea Mopti este una dintre cele 8 unități administrativ-teritoriale de gradul I ale statului Mali. Reședința sa este orașul ononim. Regiunea Mopti se subdivide în 8 districte (în franceză cercle), care la rândul lor cuprind 108 comune.

## Districte
- Bandiagara
- Bankass
- Djenné
- Douentza
- Koro
- Mopti
- Tenenkou
- Youwarou